# Jerzy Nowacki
Jerzy Paweł Nowacki, né le 24 novembre 1947 à Gdańsk, est un mathématicien polonais, recteur de l'Institut polono-japonais des technologies de l'information depuis 1994.

## Biographie
Après une scolarité secondaire à Varsovie (achevée en 1965 au lycée Klement-Gottwald (pl)), Jerzy Nowacki fait des études de mathématiques à l'université de Varsovie (magister en 1970). Il obtient son doctorat en 1975.
De 1973 à 1993, il occupe un poste de chercheur à l'Académie polonaise des sciences (PAN). Il est un des fondateurs en 1993 de l'École supérieure polono-japonaise des technologies de l'information, dont il est le recteur depuis 1994.
Il a effectué des séjours de plusieurs mois comme professeur invité dans diverses universités étrangères comme l'université de Calgary, l'Université d'Eindhoven, l'Institut royal de technologie de Stockholm, l'université de Pise, l'université Paris VI.
Il est le fils de Witold Nowacki (pl), professeur aux écoles polytechniques de Gdańsk puis de Varsovie et le mari de la femme politique Izabela Jaruga-Nowacka, vice-présidente du Conseil des ministres de mai 2004 à octobre 2005, morte le 10 avril 2010 dans l'accident de l'avion présidentiel polonais à Smolensk. Il est le père de Barbara Nowacka.